# Augusto Mendes
Augusto "Tanquinho" Mendes (Rio de Janeiro, 3 de março de 1983) é um lutador de artes marciais mistas (MMA) brasileiro.
É campeão mundial de jiu-jitsu e luta atualmente no Ultimate Fighting Championship.

## Iniciação às artes marciais
Ele começou a treinar jiu jitsu em 1997 depois que seu irmão Bruno "Tank", que já tinham iniciado o treinamento. Começou sua carreira no jiu jitsu na academia Kioto na Tijuca, no Rio de Janeiro. Apenas em algumas classes, Tanquinho tornou-se completamente viciado. Durante este tempo a sua formação estava sob o professor Álvaro Mansor, sob a supervisão do mestre Francisco Mansor. Apenas 4 meses de treinamento, Tanquinho lutou o campeonato estadual do Rio e levou a medalha de bronze. Foi neste dia que Tanquinho encontrou sua paixão pela formação e, especialmente para a competição. Em 2008 foi um dos fundadores da equipe Soul Fighters onde formou faixas pretas como Diogo "moreno", Hugo Braga entre outros. Em 2013 mudou-se para os EUA onde focou na carreira de MMA.

## Carreira no jiu-jítsu
Antes de atingir à faixa preta, Tanquinho foi campeão mundial na faixa azul (2000), na faixa roxa (2002) e sagrou-se vice- campeão mundial na marrom (2003).Ele é atualmente faixa preta em terceiro grau em Jiu-jitsu Brasileiro. Ganhou vários grandes torneios, sendo campeão peso e absoluto sul-americano (2010), campeão mundial profissional em Abu Dhabi (2011 e 2013) , campeão mundial sem-kimono (2012/2015)  e campeão mundial (2013).

## Carreira no MMA
No final de 2013, Mendes fez sua estréia no MMA vencendo James Carskaden em Arizona nos EUA pelo Duel for Domination 6. Em 05 de abril de 2014, Mendes fez sua estréia profissional no MMA contra Xavier Ramirez pelo Duel for Domination 7 também no Arizona, novamente por finalização. Após 4 meses, voltou a competir no DFD - Duel for Domination 9, conquistando sua terceira vitória por finalização na carreira.

### Legacy Fighting Championship
Pelo LFC Augusto Tanquinho enfrentou Richard Delfin, Evan Martinez e Donald Williams sempre saindo vitorioso de seus combates.

### Ultimate Fighting Championship
O UFC anunciou que tinha assinado com Tanquinho e já faria sua estreia pela organização no domingo seguinte substituindo Jimy Hettes e enfrentaria Charles Rosa no UFC Boston, porém uma contusão adiou sua estreia.
Mendes teve novamente sua estreia marcada para o UFC Fight Night: Cowboy vs. Cowboy dia 21 de fevereiro de 2016 contra Cody Garbrandt. Ele foi nocauteado no primeiro round. 
O brasileiro enfrentou em sua segunda luta o americano Frankie Saenz em 15 de janeiro de 2017 no UFC Fight Night: Rodríguez vs. Penn. Ele venceu por decisão dividida.
Augusto enfrentou Aljamain Sterling no UFC on Fox: Johnson vs. Reis em 16 de abril de 2017. Ele perdeu por decisão unânime.

## Cartel no MMA
| Cartel no MMA   |            |            |
| 8 lutas         | 6 vitórias | 2 derrotas |
| Por nocaute     | 1          | 1          |
| Por finalização | 4          | 0          |
| Por decisão     | 1          | 1          |

| Res.    | Cartel | Oponente          | Método                        | Evento                                   | Data       | Round | Tempo | Local                   | Notas |
| ------- | ------ | ----------------- | ----------------------------- | ---------------------------------------- | ---------- | ----- | ----- | ----------------------- | ----- |
| Derrota | 6-2    | Aljamain Sterling | Decisão (unanime)             | UFC on Fox: Johnson vs. Reis             | 15/04/2017 | 3     | 5:00  | Kansas City, Missouri   |       |
| Vitória | 6-1    | Frankie Saenz     | Decisão (dividida)            | UFC Fight Night: Rodríguez vs. Penn      | 15/01/2017 | 3     | 5:00  | Phoenix, Arizona        |       |
| Derrota | 5-1    | Cody Garbrandt    | Nocaute Técnico (socos)       | UFC Fight Night: Cowboy vs. Cowboy       | 21/02/2016 | 1     | 4:18  | Pittsburgh, Pensilvânia |       |
| Vitória | 5–0    | Donald Williams   | Finalização (triângulo)       | LFC 43 - Legacy Fighting Championship 43 | 17/07/2015 | 2     | 1:20  | Hinckley, Minnesota     |       |
| Vitória | 4–0    | Evan Martinez     | Nocaute Técnico (cotoveladas) | LFC 38 - Legacy Fighting Championship 38 | 13/02/2015 | 2     | 3:26  | Allen, Texas            |       |
| Vitória | 3–0    | Richard Delfin    | Finalização (mata-leão)       | LFC 37 - Legacy Fighting Championship 37 | 14/41/2014 | 1     | 0:49  | Houston, Texas          |       |
| Vitória | 2–0    | Omar Castro       | Finalização (armlock)         | DFD - Duel for Domination 9              | 02/08/2014 | 2     | 3:19  | Mesa, Arizona           |       |
| Vitória | 1–0    | Xavier Ramirez    | Finalização (armlock)         | DFD - Duel for Domination 7              | 05/04/2014 | 1     | 1:30  | Mesa, Arizona           |       |